# Michel David (auteur québécois)
Pour les articles homonymes, voir Michel David et David.
Œuvres principales
- Une centaine d'ouvrages pédagogiques (éditeurs Guérin et Lidec, …), dont :
  - Précis pratique de grammaire française,
  - Grammaire française du 3e millénaire,
  - Dictées progressives cours secondaire,
  - Dictionnaire des expressions françaises et québécoises.
- Sept sagas québécoises, pour la plupart de 4 tomes chacune (éditeur Guérin, puis Hurtubise) :
  - Le Petit Monde de Saint-Anselme (2003-2006)
  - La Poussière du temps (2005-2006)
  - À l’ombre du clocher (2006-2008)
  - Chère Laurette (2008-2009)
  - Un bonheur si fragile (2009-2010)
  - Au bord de la rivière (2011-2012)
  - Mensonges sur le Plateau Mont-Royal (2014)

Michel David (Montréal, 28 août 1944 - Drummondville, 4 août 2010) est un linguiste québécois et professeur de français devenu auteur, surtout connu pour sa centaine de manuels scolaires et autres outils pédagogiques destinés à faciliter l'apprentissage du français oral et écrit, ainsi que (depuis 2003) pour ses romans historiques, formant 5 sagas québécoises, de 4 tomes chacune.

## Biographie
Michel David est né à Montréal, le 28 août 1944, où il passe son enfance, dans le quartier Hochelaga-Maisonneuve jusqu'à l'âge de 15 ans, puis à Saint-Léonard, qui n'est pas alors totalement urbanisé.
Il fait, au Collège Sainte-Croix de Montréal (rue Sherbrooke est, entre Valois et Bourbonnière, aujourd'hui devenu CEGEP de Maisonneuve), un cours classique (incluant le latin et le grec ancien) lui valant un baccalauréat ès arts. Il obtient, ensuite, un brevet d'enseignement, une licence en lettres et une maîtrise en linguistique, de l'Université de Montréal.
Après plus de 33 ans de carrière dans l’enseignement du français, à Anjou (Montréal) et Saint-Léonard, Michel David prend sa retraite en 1999, mais continue l'écriture d’ouvrages pédagogiques, et se consacre à la sculpture sur bois, puis… à l’écriture de sagas, sept jours par semaine, plusieurs heures par jour :
« Pour se désennuyer, il écrit huit heures par jour. Ses matinées sont consacrées à la rédaction de manuels de français, l'après-midi il se détend en écrivant des romans. ».
Michel David écrit trois romans de quelque 500 pages chaque année.  Depuis 2003, en moins de 8 ans, il s'est trouvé à écrire 20 romans (19 parus de son vivant), soit cinq sagas de quatre tomes chacune, totalisant plus de 10 000 pages, d'une écriture soignée, inhérente à la formation et à la carrière qu'il a eues.

« De toute ma vie, je n’ai jamais connu le syndrome de la page blanche. »

« J'ai encore plus de plaisir à retravailler mes textes qu'à les écrire. »

Ses rencontres avec de nombreux groupes de lecteurs, depuis 2003, lui ont révélé, à sa grande surprise, que ses romans intéressent les lecteurs de tous les groupes d'âges, même les plus jeunes. Michel David explique ainsi cet engouement des lecteurs :

« Dans mes romans, je suis des personnages dans leur quotidien. Le mariage, la maladie, la mort et tous les moments marquants d’une vie s’y retrouvent. Mes personnages sont attachants. Quand j’écris, je ne cherche cependant pas à faire plaisir. J’écris des livres qui sont faciles à lire et c’est probablement une des raisons qui expliquent ce succès. Par ailleurs, les gens savent que mes romans sortent très vite et qu’ils ne devront pas attendre des années avant de pouvoir lire la suite. »

Chaque tome des sagas de Michel David s'écoule en moins de 2 ans à 30 000 exemplaires. Au total, plus de 800 000 exemplaires de ses chroniques ont trouvé preneur (en moyenne, 40 000 de chacun de ses quelque 20 livres en moins de 8 ans), de son vivant.
« Au Québec, on parle d'un best-seller à partir de 4 000 exemplaires. » — Alexandrine Foulon, des Éditions Hurtubise HMH.
Par choix, il vit sa « retraite active » en milieu rural, à Sainte-Brigitte-des-Saults,, près de la ville (Drummondville, au Centre-du-Québec, entre Montréal et Québec).
« Je parle beaucoup du Centre-du-Québec et de Drummondville dans mes livres. Évidemment, j’aime beaucoup cette ville. Cependant, il faut aussi tenir compte du fait qu’il est plus facile de parler d’endroits qui me sont familiers, car je connais aussi la mentalité des habitants qui résident en ces lieux. Par exemple, dans mon roman [les 4 tomes de la saga] qui a connu le plus de succès jusqu’à maintenant, La poussière du temps, l’action se déroule à Montréal. Dans mon plus récent livre, [la saga] Un bonheur si fragile, le récit s’amorce en 1900 entre Saint-François-du-Lac et Yamaska. Pendant des années, j’ai eu un chalet à Saint-François-du-Lac, c’est une région que je connais également très bien. »
— Michel David
Michel David meurt d'un cancer le 4 août 2010, à Drummondville. Il n'avait encore que 65 ans.
Son éditeur précise que Michel David a laissé d'autres ouvrages inédits, qui parurent au cours des années suivant son décès.
À titre posthume, deux sagas ont été publiées: Au bord de la rivière en 2011-2012 ainsi que Mensonges sur le Plateau- Mont-Royal en 2014.

## Ouvrages

### Ouvrages pédagogiques
- Une centaine de manuels scolaires et de cahiers d'activités[3] pour les éditeurs Guérin et Lidec…, à Montréal[6],
tels que :
  - Précis pratique de grammaire française
(exemples tirés de la littérature québécoise) :
    - 1994, Montréal, Guérin, 547 p., 24 cm  (ISBN 2-9216-5200-5 et 978-2-92165-200-1)

  - Grammaire française : 
    - 1999, Montréal, Guérin, collection Multigram, 296 p.  (ISBN 2-7601-5283-9 et 978-2-76015-282-3)

  - Grammaire française du 3e millénaire
(exemples puisés dans la littérature québécoise ; comprend 393 articles, 411 exercices, 26 tests et leur corrigé) :
    - 2001, Montréal, Lidec, 592 p.  (ISBN 2-7608-5309-8)

  - Dictées progressives pour le cours secondaire : observer, comprendre, pratiquer, corriger :
    - 2010, Montréal, École nouvelle, 403 p. détachables, 28 cm  (ISBN 2-7608-5301-2 et 978-2-76085-301-0)

  - Dictionnaire des expressions françaises et québécoises :
    - 2009, 2010, Montréal, Guérin, 607 p., 15 cm x 23 cm x 3,1 cm  (ISBN 2-7601-7122-1 et 978-2-7601-7122-0)

### Romans historiques
- Le petit monde de Saint-Anselme
(village au nom fictif ; saga dont l'action se déroule au XXe siècle en milieu rural, où l'auteur a vécu ses étés et sa retraite : entre Drummondville et Nicolet) :
  - Coffret : …
    - Tome 1 : Le petit monde de Saint-Anselme. Les années 30, 
      - 2003, Montréal, Guérin, collection Chroniques québécoises, 490 p.  (ISBN 2-7601-6454-3 et 978-2-76016-454-3)[7]
      - 2008, version grands caractères, 576 p.  (ISBN 978-2-76017-021-6)

    - Tome 2 : L'enracinement, chronique des années 50, 
      - 2004, Montréal, Guérin, collection Chroniques québécoises, 564 p.  (ISBN 978-2-76016-739-1)[8]

    - Tome 3 : Le temps des épreuves, chronique des années 80, 
      - 2005, Montréal, Guérin, collection Chroniques québécoises, 602 p.  (ISBN 2-7601-6858-1 et 978-2-76016-858-9)[9]

    - Tome 4 : Les héritiers, chronique de l'an 2000, 
      - 2006, Montréal, Guérin, collection Chroniques québécoises, 602 p.  (ISBN 2-7601-6890-5 et 978-2-76016-890-9)[10]
- La Poussière du temps
(saga dont l'action évolue au XXe siècle sur l'Île de Montréal, où l'auteur a résidé jusqu'à sa retraite : Hochelaga-Maisonneuve, puis Saint-Léonard) : 
  - Coffret : 2008, Montréal, Éditions Hurtubise, collection Romans historiques, les 4 tomes, 15 X 23 cm  (ISBN 978-2-89428-947-1)
    - Tome 1 : Rue de la Glacière, 
      - 2005, Montréal, Éditions Hurtubise, collection Romans historiques, 464 p., 15 x 23 cm  (ISBN 2-8942-8789-5 et 978-2-89428-789-7)[11]
      - 2008, collection Hurtubise (poche)  (ISBN 978-2-89647-142-3)

    - Tome 2 : Rue Notre-Dame, 
      - 2005, Montréal, Éditions Hurtubise, collection Romans historiques, 536 p., 15 x 23 cm  (ISBN 2-8942-8835-2 et 978-2-89428-835-1)[12]
      - 2008, collection Hurtubise (poche)  (ISBN 978-2-89647-143-0)

    - Tome 3 : Sur le boulevard, 
      - 2006, Montréal, Éditions Hurtubise, collection Romans historiques, 512 p., 15 x 23 cm  (ISBN 2-8942-8870-0 et 978-2-89428-870-2)[13]
      - 2008, collection Hurtubise (poche)  (ISBN 978-2-89647-144-7)

    - Tome 4 : Au bout de la route, 
      - 2006, Montréal, Éditions Hurtubise, collection Romans historiques, 424 p., 15 x 23 cm,  (ISBN 2-8942-8881-6 et 978-2-89428-881-8)[14]
      - 2008, collection Hurtubise (poche)  (ISBN 978-2-89647-145-4)
- À l'ombre du clocher
(saga dont l'action se déroule au XXe siècle dans la campagne québécoise, au nom fictif : Saint-Jacques-de-la-Rive) : 
  - Coffret : 2008, Montréal, Éditions Hurtubise, collection Romans historiques, les 4 tomes, 15 X 23 cm  (ISBN 978-2-89647-146-1)
    - Tome 1 : Les années folles, 
      - 2006, Montréal, Éditions Hurtubise, collection Roman historique Compact, 560 p., 15,24 x 22,86 cm  (ISBN 978-2-89428-884-9)[15]
      - 2010, collection Hurtubise (poche)  (ISBN 978-2-89647-280-2)

    - Tome 2 : Le fils de Gabrielle, 
      - 2007, Montréal, Éditions Hurtubise, collection Roman historique Compact, 488 p., 15,24 x 22,86 cm  (ISBN 978-2-89428-973-0)[16]
      - 2010, collection Hurtubise (poche)  (ISBN 978-2-89647-281-9)

    - Tome 3 : Les amours interdites, 
      - 2007, Montréal, Éditions Hurtubise, collection Roman historique Compact, 536 p., 15,24 x 22,86 cm  (ISBN 978-2-89428-983-9)[17]
      - 2010, collection Hurtubise (poche)  (ISBN 978-2-89647-282-6)

    - Tome 4 : Au rythme des saisons, 
      - 2008, Montréal, Éditions Hurtubise,  collection Roman historique Compact, 536 p., 15,24 x 22,86 cm  (ISBN 978-2-89647-086-0)[18]
      - 2010, collection Hurtubise (poche)  (ISBN 978-2-89647-283-3)
- Chère Laurette
(saga québécoise se déroulant au XXe siècle, entre 1930 et 1967, dans le quartier ouvrier du Centre-Sud de Montréal) :
  - Coffret : 2010, Montréal, Éditions Hurtubise, les 4 tomes, (ISBN 978-2-89647-317-5)
    - Tome 1 : Des rêves plein la tête, 
      - 2008, Montréal, Éditions Hurtubise,  collection Roman historique, 576 p., 15 x 23 cm  (ISBN 978-2-89647-098-3)[19]

    - Tome 2 : À l'écoute du temps, 
      - 2008, Montréal, Éditions Hurtubise,  collection Roman historique, 530 p., 15 x 23 cm  (ISBN 978-2-89647-109-6)[20]

    - Tome 3 : Le retour, 
      - 2009, Montréal, Éditions Hurtubise, collection Roman historique, 520 p., 15 x 23 cm  (ISBN 978-2-89647-172-0)[21]

    - Tome 4 : La fuite du temps, 
      - 2009, Montréal, Éditions Hurtubise, collection Roman historique, 552 p., 15 x 23 cm  (ISBN 978-2-89647-173-7)[22]
- Un bonheur si fragile
(saga québécoise se déroulant au tout début du XXe siècle dans le monde rural, entre Saint-François-du-Lac et Yamaska, à (nom fictif) Saint-Paul-des-Prés) :
  - Coffret : 2011, Montréal, Éditions Hurtubise, les 4 tomes, (ISBN 978-2-89647-508-7)
    - Tome 1 : L'engagement, 
      - 2009, Montréal, Éditions Hurtubise, collection Roman historique, 532 p., 15 x 23 cm,  (ISBN 978-2-89647-209-3)[23]

    - Tome 2 : Le drame
      - 2010, Montréal, Éditions Hurtubise, collection Roman historique, 512 p., 15 x 23 cm,  (ISBN 978-2-89647-260-4)[24]

    - Tome 3 : Les épreuves
      - 2010, Montréal, Éditions Hurtubise, collection Roman historique, 520 p., 15 x 23 cm,  (ISBN 978-2-89647-261-1)[25]

    - Tome 4 : Les amours
      - 2010 (le 11 novembre), Montréal, Éditions Hurtubise, collection Roman historique, 540 p., 15 x 23 cm,  (ISBN 978-2-89647-262-8)[26]
- Au bord de la rivière
(saga québécoise en 1870, au moment de la création d’un petit village sur les bords de la rivière Nicolet. Nous sommes donc dans une période de colonisation, de défrichage, de construction.) :
  - Coffret : 2013, Montréal, Éditions Hurtubise, les 4 tomes, (ISBN 978-2-89723-095-1)
    - Tome 1 : Baptiste
      - 2011, Montréal, Éditions Hurtubise, collection Roman historique, 600 p., 15 x 23 cm,  (ISBN 978-2-89647-506-3)[27]

    - Tome 2 : Camille
      - 2011, Montréal, Éditions Hurtubise, collection Roman historique, 574 p., 15 x 23 cm,  (ISBN 978-2-89647-521-6)[28]

    - Tome 3 : Xavier
      - 2012, Montréal, Éditions Hurtubise, collection Roman historique, 560 p., 15 x 23 cm,  (ISBN 978-2-89647-880-4)[29]

    - Tome 4 : Constant
      - 2012, Montréal, Éditions Hurtubise, collection Roman historique, 514 p., 15 x 23 cm,  (ISBN 978-2-89723-022-7)[30]
- Mensonges sur le Plateau- Mont-Royal
(saga québécoise se déroulant dans le Montréal de l’après-guerre, sous l’ère Duplessis, le quotidien de Jean et Reine Bélanger, unis pour le meilleur et pour le pire.) :
  - Coffret: 2014, Montréal, Éditions Hurtubise, les 2 tomes, (ISBN 978-2-89723-483-6)[31]
    - Tome 1 : Un mariage de raison
    - Tome 2 : La biscuiterie

## Honneurs
- 2000 : Médaille du Rayonnement culturel de la Renaissance française, octroyée par la République française
- 2007 et 2008 : Prix des abonnés, décerné par les abonnés des bibliothèques publiques de la Mauricie et du Centre-du-Québec[5]

posthumes
- 2010 : Prix du grand public du Salon du livre de Montréal - La Presse, pour Un bonheur si fragile, t. 4 : Les amours